# Amara communis

Amara communis là một loài bọ cánh cứng trong chi Amara thuộc họ Carabidae.

## Hình ảnh

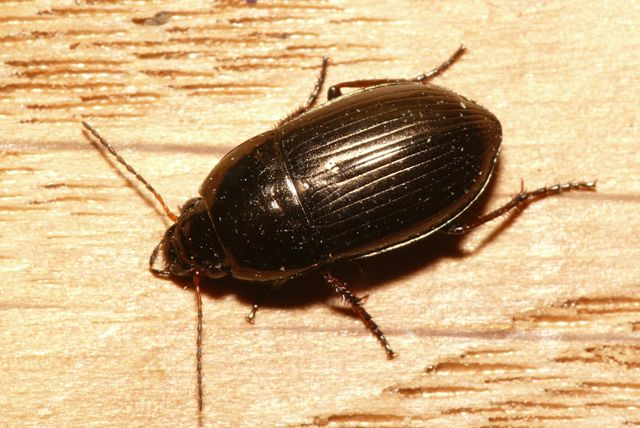
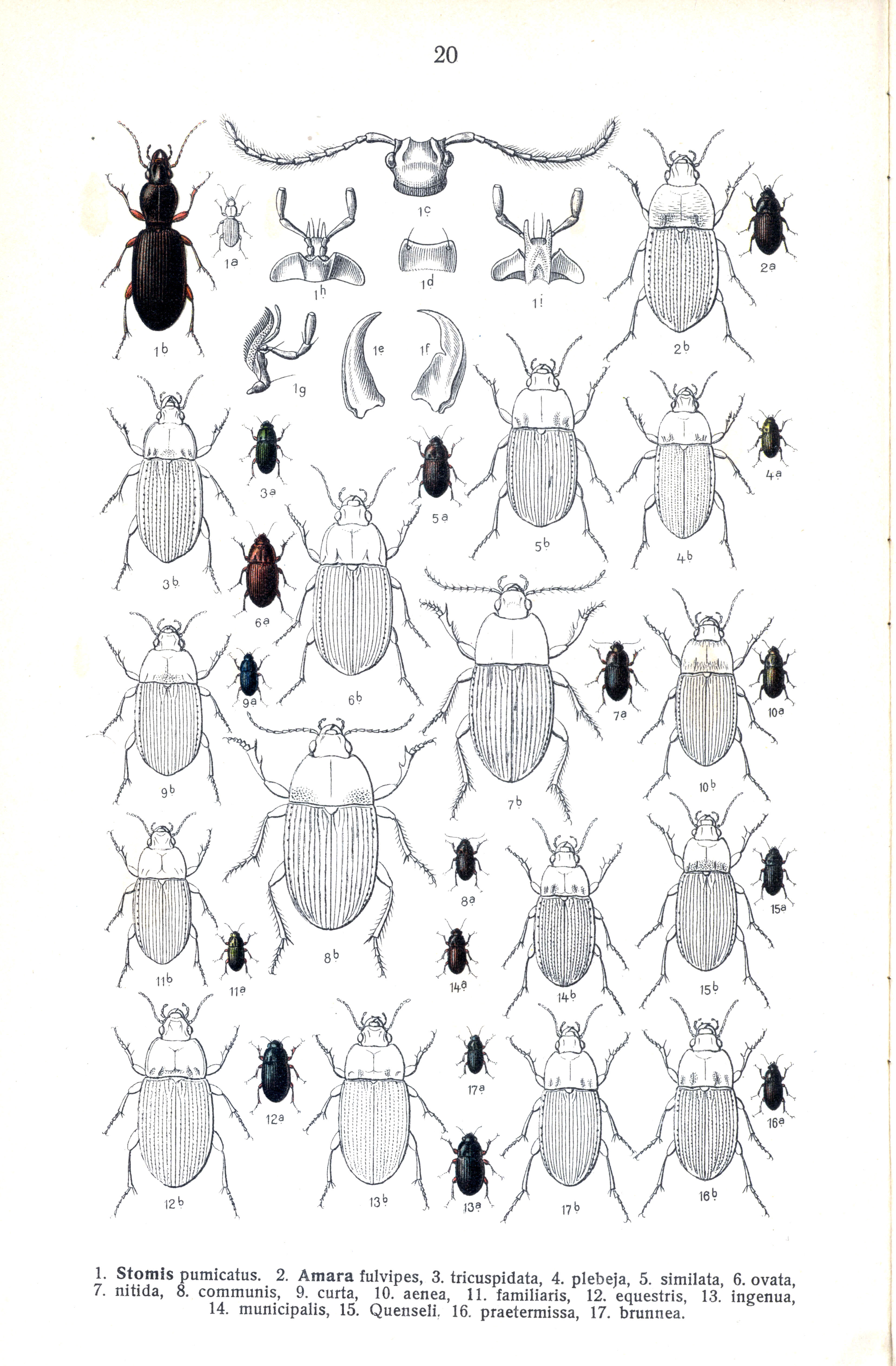
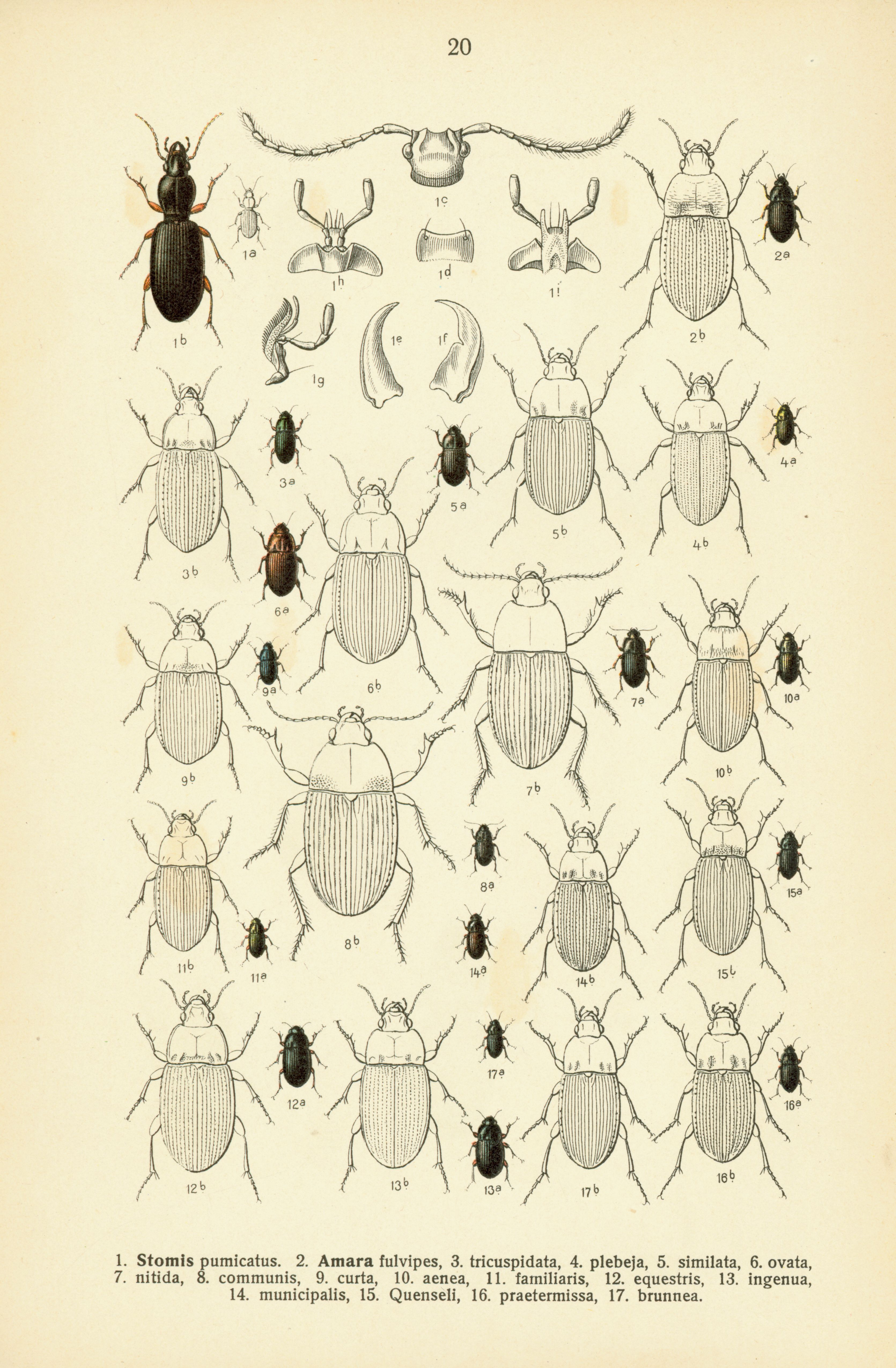